# Полюс (компания)
«Полюс» (ранее «Полюс Золото») — российская золотодобывающая компания. Одна из крупнейших в мире и крупнейшая в России по объёму добычи золота. Полное наименование — Публичное акционерное общество «Полюс». Штаб-квартира — в Москве.

## История
Впервые создана как одноимённая артель старателей в 1980 году (председатель — Хазрет Совмен). Артель работала на острове Большевик в 900 км от Северного полюса, в 1988 получила право разрабатывать Олимпиадинское месторождение.
В октябре 2002 года «Норникель» приобрёл у Совмена 100 % акций ЗАО «Полюс» за $226 млн.
В 2006 году «Полюс» был выделен из «Норникеля» в отдельную компанию — ОАО «Полюс Золото».
В декабре 2006 года американские депозитарные расписки (АДР) на акции «Полюс Золото» получили листинг на Лондонской фондовой бирже.
К 2008 году около 74 % акций контролировались совладельцами «Норникеля» Владимиром Потаниным и Михаилом Прохоровым.
В 2009 году российский бизнесмен Сулейман Керимов приобрел 37 % акций «Полюс Золото» у Владимира Потанина за $1,3 млрд.
В 2011 году в результате реализации сделки обратного поглощения новой холдинговой компанией стала Kazakhgold Group Limited (англ.), которая в том же году была переименована в Polyus Gold International Limited (PGIL). В июне 2012 года акции PGIL получили премиальный листинг на Лондонской фондовой бирже.
В 2013 году Михаил Прохоров продал свою долю в «Полюсе» (37,7 %) структурам партнёров Керимова Зелимхана Муцоева и Гавриила Юшваева.
В декабре 2015 года структуры семьи Сулеймана Керимова консолидировали 100 % Polyus Gold International Limited, после чего был проведен делистинг акций PGIL с Лондонской фондовой биржи. Одновременно было объявлено о том, что новой холдинговой компанией группы станет ПАО «Полюс Золото» (в 2016 году сменило название на ПАО «Полюс»).
В феврале 2017 года Федеральное агентство по недропользованию России выдало учрежденной ПАО «Полюс» и ООО «РТ-Развитие бизнеса» (дочерняя структура госкорпорации «Ростех») компании ООО «СЛ Золото» лицензию на разработку Сухого Лога, одного из крупнейших в мире и крупнейшего в России неосвоенного месторождения золота. В 2020 году «Ростех» вышел из СП, «Полюс» консолидировал 100 % акций и переименовал компанию в «Полюс Сухой Лог».
В июне 2017 года ПАО «Полюс» провел вторичное размещение своих акций, в рамках которого было размещено 9 % акций на $800 млн.
В апреле 2019 года в рамках новой процедуры вторичного размещения было продано 3,84 % акций ПАО «Полюс» примерно за $390 млн. В результате доля бумаг компании в свободном обращении составила около 20,51 %.
В июле 2023 года был проведён делистинг депозитарных расписок компании с Лондонской фондовой биржи.

## Собственники
Основным владельцем ПАО «Полюс» на 2022 год был сын Сулеймана Керимова Саид (76,34 % акций). 21,8 % акций находились в свободном обращении, около 1 % принадлежали менеджменту компании.
В марте 2022 года пакет из 76,34 % голосующих акций «Полюса», принадлежащий компании PGIL (зарегистрированной на острове Джерси), перешёл к кипрской компании Wandle Holdings. Эта компания до этого упоминалась как владелец 100 % акций PGIL.
В мае 2022 года Саид Керимов передал 100 % долю Wandle Holdings Limited (которой на тот момент принадлежало 46,35 % акций «Полюса») Фонду поддержки исламских организаций. Остальные акции были во владении президента «Группы Акрополь» Ахмета Паланкоева (29,99 %) и менеджмента компании (0,94 %), а 22,25 % находились в свободном обращении. В августе 2023 года «Полюс» выкупил у Паланкоева свои акции.

## Руководство
С ноября 2014 года до 2022 года генеральным директором компании являлся Павел Грачёв (до него этот пост занимали Фёдор Кирсанов, Герман Пихоя и Михаил Прохоров). Председатель совета директоров — Эдвард Доулинг.
С 11 апреля 2022 года генеральным директором стал Алексей Востоков, который также входит в состав совета директоров ПАО «Лензолото».

## Деятельность
Компания разрабатывает рудные и россыпные месторождения в Красноярском и Хабаровском краях, Иркутской и Магаданской областях и Якутии (Куранах). Крупнейший актив — месторождение Олимпиада в Красноярском крае.
Наиболее значимый перспективный проект — разработка месторождения Сухой Лог в Иркутской области. В ноябре 2020 года была завершена подготовка предварительного технико-экономического обоснования проекта. В соответствии с ним ежегодный объем производства золота должен составить порядка 2,3 млн унций. Начало добычи было запланировано на 2027 год. По состоянию на сентябрь 2021 года продолжалась подготовка ТЭО проекта.
По состоянию на 31 декабря 2020 года доказанные и вероятные запасы «Полюса» составили 104 млн унций.
В 2020 году предприятия «Полюса» произвели 2,8 млн унций золота. Выручка компании по МСФО в 2020 году составила $4 998 млн (в 2019 году — $4 005 млн), скорректированная чистая прибыль — $2 332 млн (в 2019 году — $1 657 млн).
Выручка «Полюса» за 2022 год составила $4,257 млрд, скорректированный показатель EBITDA — $2,584 млрд. В 2023 году компания вошла в рейтинг журнала Forbes «100 крупнейших компаний России по чистой прибыли — 2023» на 14 позиции с показателем прибыли за 2022 год в 111,8 млрд рублей.
По состоянию на 2024 год «Полюс» занимает четвёртое место в мире по объёму добычи золота с показателем 2,75—2,85 млн унций в год. В декабре компания сообщила о планах вложить около $7,8 млрд в запуск месторождений Сухой Лог, Чёртово Корыто и Чульбаткан. Запуск этих месторождений запланирован на 2028—2029 годы. К 2030 году «Полюс» планирует занять второе место в мире (после Newmont) по объёму производства золота с показателем 6 млн унций в год.

## Сухой лог
Сухой Лог — одно из крупнейших неосвоенных месторождений золота в мире. Его разработка может увеличить добычу золота в России более чем на 20%, укрепив позиции страны среди мировых лидеров по этому показателю. Проект станет ключевым драйвером развития Иркутской области, превратив её в ведущий золотодобывающий регион России, а также обеспечит рост налоговых поступлений, создание новых рабочих мест и развитие инфраструктуры.
В 2022 году компания «Полюс» провела реинжиниринг проекта..
Сухой Лог является крупным инвестиционным проектом в российской золотодобыче с объёмом инвестиций в $6 млрд.
В настоящее время проект Сухого Лога активно развивается. Строительные работы включают создание внутренней инфраструктуры, такой как энергообъекты, склады ГСМ, хвостохранилище и социальные сооружения, а также развитие внешней инфраструктуры — возведение подстанции «Витим» и модернизация дорог и мостов на трассе Бодайбо–Сухой Лог.
В 2024 году «Полюс» приступил к опытно-промышленной переработке руды Сухого Лога на Вернинской ЗИФ, используя схожие технологии и преимущества близости объектов. Уже к октябрю 2024 года в рамках этих работ была получена первая тонна золота.

## Санкции
19 мая 2023 года, на фоне вторжения России на Украину, компания, связанные с ней дочерние предприятия и топ-менеджеры, внесены в санкционный список США «так как они ведут деятельность в секторе металлургии и горной добычи российской экономики, который является существенным источником доходов для правительства России». По аналогичной причине компания также попала в санкционный список Великобритании и Австралии.